# Indice cubital
Indice cubital este raportul dintre două dintre segmentele nervurilor aripii ale albinelor. Indicele cubital este folosit în studiul formei și structurii morfologice, o modalitate de a diferenția speciile și subspeciile de organisme vii. Modelul nervurilor aripilor anterioare este specific fiecărei rase de albine. Indicele cubital este consecvent pentru o anumită rasă de albine. Poate fi folosit pentru a distinge între populații similare de albine și pentru a determina gradele de hibridare. 

Index cubital

## Procedură
Pentru a obține rezultate medii fiabile, trebuie analizate cel puțin 100 de aripi anterioare de albine. Măsurătorile sunt luate la un microscop de disecție cu o mărire de 10x până la 20x.